# Ranunculus gregarius
Ranunculus gregarius är en ranunkelväxtart som beskrevs av Felix de Silva Avellar Brotero. Ranunculus gregarius ingår i släktet ranunkler, och familjen ranunkelväxter. Inga underarter finns listade i Catalogue of Life.